# Vinčanské znaky

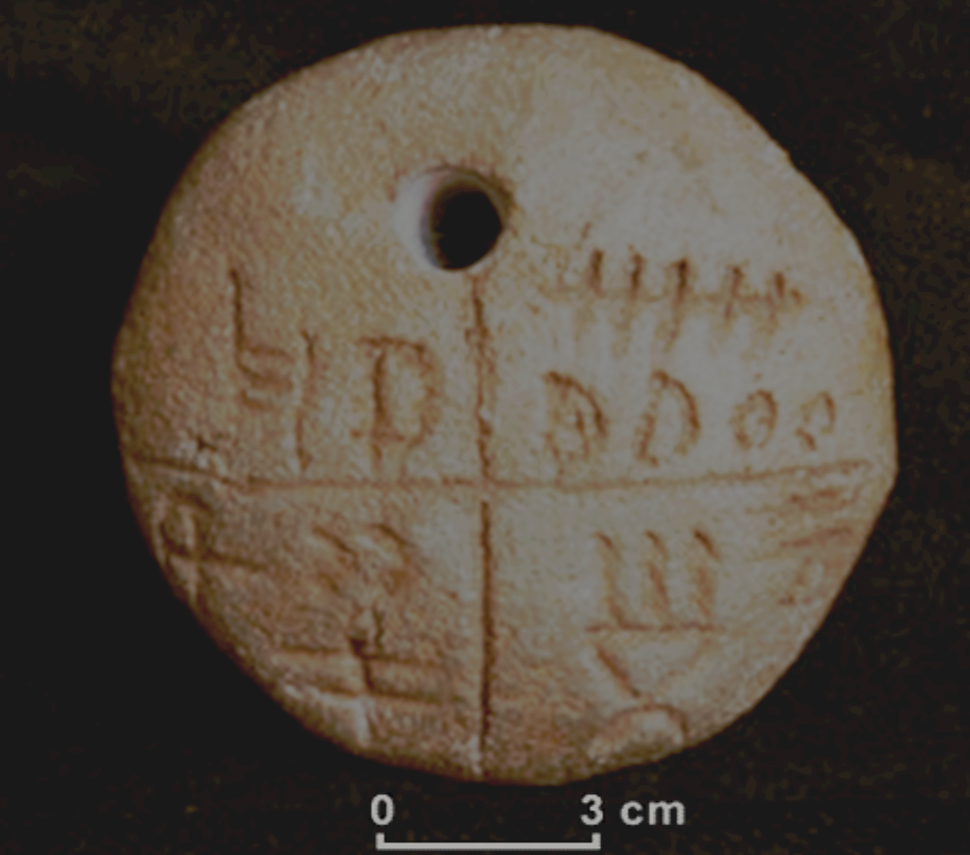
Amulet, jedna z tabulek z Tărtărie, zřejmě popsaný vinčanskými symboly

Vinčanské znaky (znaky z Vinči, symboly z Vinči, vinčanské písmo, jinak staroevropské písmo, dunajské písmo) je označení pro systém znaků nalezených na artefaktech archeologické kultury Vinča (neolitická kultura, artefakty jsou datovány do 7. až 4. tisíciletí př. n. l.). Kultura se nazývá podle telového sídla Vinča-Belo Brdo blízko Bělehradu, nicméně artefakty této kultury byly nalezeny v Řecku, Bulharsku, Rumunsku, východním Maďarsku, Moldávii a jižní Ukrajině. Pokud by se jednalo o písemný systém, pak časově významně předchází dalším známým písmům (sumerským klínovým). Charakter znaků je nejasný, tedy jestli tvořily ucelené (proto)písmo, vlastnické značky a početní symboly, kultovní znaky (případně měly ryze dekorativní charakter). Značné stáří nejspíš zabraňuje možnosti nalezení dvojjazyčného artefaktu (s jedním známým jazykem) a jednotlivé nápisy jsou příliš krátké na rozluštění dalšími metodami.
Autoři uvažují o vinčanských znacích jako součásti nadřazeného celku dunajského písma (někdy užíváno jako synonymum k vinčanským znakům), tedy písma, které se vyvinula v rámci tzv. dunajské civilizace. Evidenci nálezů artefaktů se znaky dunajského písma představuje databáze DatDas (Databank for the Danube script). V roce 2009 tvůrce databáze Marco Merlini zapsal 5 421 znaků z 1 178 nápisů doložených na 971 artefaktech.
Mezi známé popsané artefakty patří tabulky z Tărtărie, spřízněnost vykazuje i tabulka z Dispilio.

## Externí doakzy
- Old European / Vinča / Danube script na Omniglot.com
- Víťazoslav Struhár. Mystérium vinčianskeho scriptu: Počiatky neolitického písomníctva? na archeologiask.sk (slovensky)